# Stilijan Petrov
Stilijan Aljošev Petrov (bulharsky: Стилиян Альошев Петров) (* 5. července 1979, Montana, Bulharsko) je bývalý bulharský fotbalový záložník a reprezentant, který naposledy hrál za anglický klub Aston Villa.
V roce 2003 se stal v Bulharsku fotbalistou roku.

## Klubová kariéra
Kariéru zahájil v roce 1995 v bulharském klubu PFK Montana z rodného města. Po sezóně jej stáhl trenér a skaut Dimitar Penev do CSKA Sofia.
Zahraniční kariéru začal v roce 1999, když s ním podepsal tehdejší trenér skotského Celticu John Barnes smlouvu. Největší část své kariéry strávil právě v Celticu, kde působil do roku 2006. Za toto období s ním získal čtyři tituly, třikrát zdvihl nad hlavu skotský pohár a v roce 2003 se s ním dostal do finále Poháru UEFA proti FC Porto. V létě roku 2006 přestoupil za 6,5 miliónu liber do anglické Aston Villy, kde se později stal kapitánem týmu. V roce 2010 se s ní dostal do finále anglického ligového poháru. Na jaře 2012 mu byla diagnostikována akutní leukémie a Petrov podstoupil chemoterapii. 9. května 2013 oficiálně ukončil kariéru.
V sezóně 2015/16 Aston Villa sestoupila z Premier League. Petrov trénoval s rezervním týmem a připravoval se na návrat do A-mužstva, tato zpráva potěšila příznivce klubu.

## Reprezentační kariéra
Reprezentační kariéru v bulharském dresu načal 24. prosince 1998 přátelským zápasem v Agádíru proti domácí reprezentaci Maroka (prohra 1:4). Zúčastnil se EURA 2004 v Portugalsku.

Celkem odehrál v letech 1998–2011 za bulharský národní tým 105 utkání, ve kterých vstřelil 8 gólů, což z něj činí rekordmana v počtu startů za Bulharsko.